# John Altman
Pour les articles homonymes, voir Altman.
John Altman, né le 5 décembre 1949 à Londres, est un compositeur de bandes originales, orchestrateur, arrangeur musical et chef d'orchestre britannique.

## Filmographie
- 1982 : Crystal Gazing
- 1982 : Remembrance, de Colin Gregg
- 1984 : Almonds and Raisins
- 1985 : Star Quality (TV)
- 1987 : The Bell-Run (TV)
- 1990 : God on the Rocks (TV)
- 1991 : L'Assassin du tsar (Tsareubiytsa) de Karen Chakhnazarov
- 1991 : Hear My Song de Peter Chelsom
- 1992 : Devlin (TV)
- 1993 : Bad Behaviour
- 1993 : Bhaji, une balade à Blackpool
- 1993 : Selected Exits (TV)
- 1994 : Ellington (TV)
- 1994 : Camilla
- 1995 : Rich Deceiver (TV)
- 1995 : GoldenEye (musiques additionnelles)
- 1995 : Les Drôles de Blackpool
- 1996 : A Royal Scandal (TV)
- 1996 : Beautiful Thing
- 1997 : The Garden of Redemption (TV)
- 1997 : Drovers' Gold (feuilleton TV)
- 1997 : Pronto (TV)
- 1997 : L'Entremetteur
- 1998 : The Snatching of Bookie Bob
- 1998 : Dogboys (TV)
- 1998 : Little Voice
- 1998 : Légionnaire
- 1999 : Vendetta (TV)
- 1999 : RKO 281 (TV)
- 2000 : Une blonde en cavale
- 2001 : The Lost Empire (TV)
- 2001 : Boss of Bosses (en) (TV)
- 2002 : Fidel (TV)
- 2002 : King of Texas (TV)
- 2002 : Le fils du Père Noël (TV)
- 2003 : Hope Springs
- 2003 : The Roman Spring of Mrs. Stone (TV)
- 2003 : Vivre malgré tout (TV)
- 2003 : The Reagans (en) (TV)
- 2004 : La Frontière de l'infidélité (Suburban Madness) (TV)
- 2004 : Shall we dance? La nouvelle vie de Monsieur Clark
- 2005 : Mr Harvey Lights a Candle (TV)
- 2005 : The Queen's Sister (TV)
- 2007 : The Good Samaritan (TV)
- 2007 : Shoot on Sight
- 2008 : Akasha Gopuram

## Récompenses et nominations

### Récompenses
- 1995 : TRIC Award du thème musical télévisuel de l'année pour Peak Practice.
- 2000 : Emmy Award pour RKO 281.

### Nominations
- 1993 : BAFTA Film Award de la meilleure musique de film originale pour Hear My Song.
- 2003 : Emmy Award pour The Roman Spring of Mrs. Stone.